# Priska Hinz

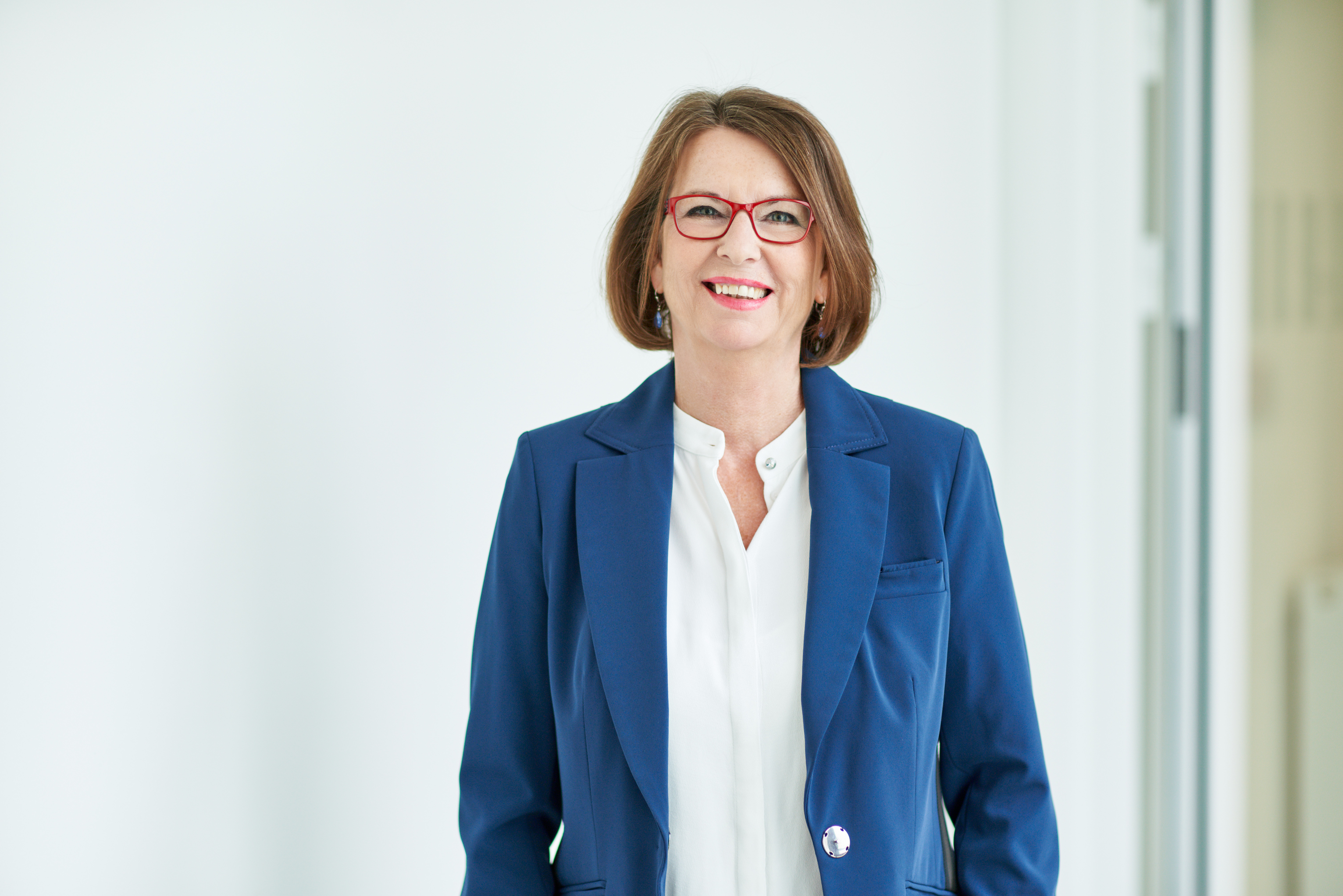
Priska Hinz (2020)

Priska Hinz (* 10. März 1959 in Diez) ist eine deutsche Politikerin (Bündnis 90/Die Grünen) und war von 2014 bis 2024 Hessische Ministerin für Umwelt, Klimaschutz, Landwirtschaft und Verbraucherschutz in den Kabinetten Bouffier II, Bouffier III und Rhein I. Sie war von 1998 bis 1999 Hessische Ministerin für Umwelt, Energie, Jugend, Familie und Gesundheit.

## Leben und Beruf
Nach der Mittleren Reife an der Comenius-Schule Herborn 1974 besuchte Priska Hinz die Fachschule für Sozialpädagogik in Limburg an der Lahn, die sie 1977 als Erzieherin abschloss. Anschließend war sie in einem Kinderheim in Herborn tätig und übernahm 1979 die Leitung einer Kindertagesstätte in Frankfurt am Main. 1982 wechselte sie als Mitarbeiterin zur Landtagsfraktion der Grünen im Hessischen Landtag. 
Priska Hinz ist verheiratet und hat zwei Söhne.

## Partei
Seit 1980 ist Priska Hinz Mitglied bei den Grünen. Von 1993 bis 1995 sowie von 1999 bis 2000 gehörte sie dem Landesvorstand der Grünen in Hessen an.

## Abgeordnete
Priska Hinz war von 1985 bis 1989, von 1995 bis 1998, von 1999 bis 2005 und von 2019 bis 2024 Mitglied des Hessischen Landtages. Hier war sie von 1985 bis 1987, von 1995 bis 1998 sowie von 2003 bis 2005 stellvertretende Vorsitzende der Landtagsfraktion der Grünen. 1995 kandidierte sie für den Fraktionsvorsitz, unterlag aber dem Mitbewerber Alexander Müller. Bis 1998 war sie finanzpolitische Sprecherin der Landtagsfraktion. Zur Landtagswahl in Hessen 1999 war Priska Hinz Spitzenkandidatin. Nach der Niederlage schied sie aus dem Ministeramt und wurde von 1999 bis 2000 Vorsitzende der Landtagsfraktion. Im Mai 2000 trat sie von diesem Amt zurück, nachdem sie auf der Landesmitgliederversammlung der Grünen in Niedernhausen die Wahl zum Parteivorsitz mit 72 gegen 84 Stimmen verloren hatte. Ab April 2003 war sie Bildungs- und Medienpolitische Sprecherin ihrer Fraktion. Bei der Landtagswahl in Hessen 2023 trat sie nicht erneut an. Sie schied damit im Januar 2024 aus dem Landtag aus.
Des Weiteren gehörte sie von 1985 bis 1987 der Stadtverordnetenversammlung in Friedrichsdorf an und fungierte von 1989 bis 1994 als Stadtkämmerin und Sozialdezernentin der Stadt Maintal. Von 2001 bis 2006 war Hinz Kreistagsabgeordnete des Lahn-Dill-Kreises.
Von 2005 bis zu ihrer Ernennung als hessische Ministerin 2014 war sie Mitglied des Deutschen Bundestages. In der 16. Wahlperiode war sie bildungs- und forschungspolitische Sprecherin der Bundestagsfraktion Bündnis 90/Die Grünen. Seit der Bundestagswahl 2009 war Priska Hinz Sprecherin für Bildungspolitik und Biotechnologie sowie Mitglied im Haushaltsausschuss. Ab 2011 war sie Sprecherin für Haushaltspolitik der Bundestagsfraktion Bündnis 90/Die Grünen.
Priska Hinz ist über die Landesliste Hessen in den Bundestag eingezogen.

## Öffentliche Ämter

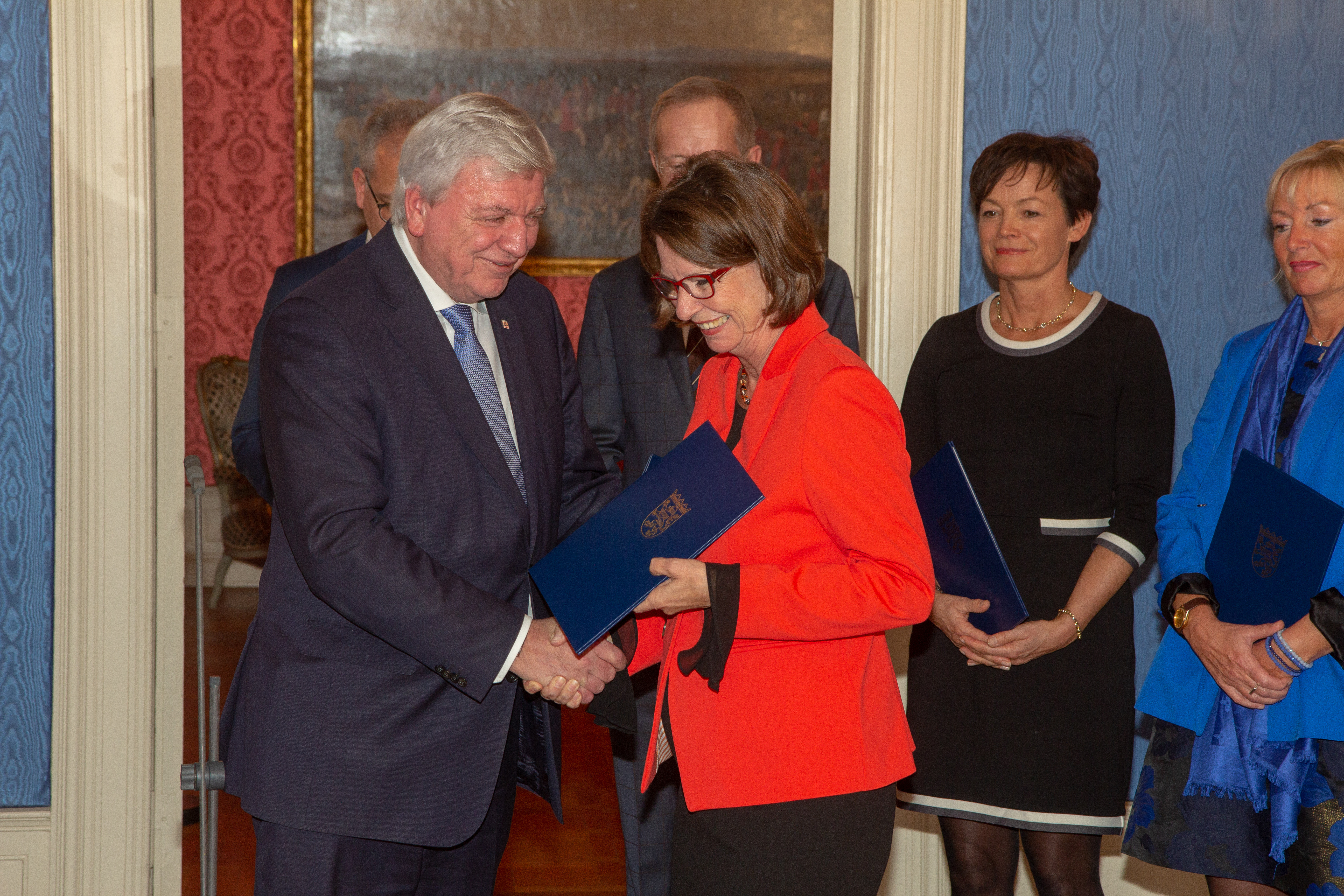
Übergabe der Ernennungsurkunde am 18. Januar 2019

Am 11. November 1994 wurde sie als Staatssekretärin im Hessischen Ministerium für Umwelt, Energie und Bundesangelegenheiten sowie als Bevollmächtigte des Landes Hessen beim Bund in die von Ministerpräsident Hans Eichel (SPD) geführte Landesregierung berufen. Nach der Landtagswahl 1995 schied sie am 4. April 1995 aus dem Amt.
Nach dem Rücktritt von Margarethe Nimsch wegen des Vorwurfs der sogenannten „Cousinenwirtschaft“ wurde Priska Hinz am 24. März 1998 zur Hessischen Ministerin für Umwelt, Energie, Jugend, Familie und Gesundheit ernannt. Nachdem die rot-grüne Koalition bei der Landtagswahl 1999 ihre Mehrheit verloren hatte, schied sie am 4. April 1999 aus der Landesregierung aus.
Hinz sollte 2008 in einer anvisierten Minderheitsregierung von SPD und Grünen in Hessen Kultusministerin werden.
Seit 2007 ist Priska Hinz Vorstandsmitglied der DAFG – Deutsch-Arabische Freundschaftsgesellschaft e.V.
Am 18. Januar 2014 wurde sie als Mitglied im Kabinett Bouffier II zur Hessischen Ministerin für Umwelt, Klimaschutz, Landwirtschaft und Verbraucherschutz ernannt. Infolgedessen schied sie aus dem Bundestag aus. Ihr Nachfolger wurde der Abgeordnete Wolfgang Strengmann-Kuhn. Ab dem 18. Januar 2019 gehörte sie auch dem Kabinett Bouffier III in gleicher Funktion an. Das Amt hatte sie ab dem 31. Mai 2022 auch im Kabinett Rhein I inne. Im Zuge der Bildung des Kabinetts Rhein II schied sie am 18. Januar 2024 aus dem Ministeramt aus.

## Kabinette
- Kabinett Eichel II
- Kabinett Bouffier II
- Kabinett Bouffier III
- Kabinett Rhein I

## Kontroverse um Werraversalzung
Als hessische Umweltministerin genehmigte sie dem Bergbauunternehmen K+S bis Ende 2021 Millionen Kubikmeter salzhaltige Abwässer in den Fluss Werra zu leiten und im Boden zu versenken. Offiziell vertraute die von Hinz geleitete Umweltbehörde auf die Argumentation von K+S: Im Untergrund des Werratals gebe es Hohlräume und poröse Gesteinsschichten, die das Salzwasser gefahrlos aufnehmen könnten. Tatsächlich ließen aber interne Berechnungen, Studien und Beobachtungen der Landesbehörden darauf schließen, dass es zahlreiche Übertritte ins Grundwasser gab und gibt, die das Grundwasser verschmutzen und Trinkwasserbrunnen gefährden können. Im Mai 2021 beurteilte die Staatsanwaltschaft Meiningen die Genehmigungen als rechtswidrig.